# Deracantha grandis
Deracantha grandis är en insektsart som först beskrevs av Lucas, H. 1863.  Deracantha grandis ingår i släktet Deracantha och familjen vårtbitare. Inga underarter finns listade i Catalogue of Life.